# Германская оккупация Люксембурга

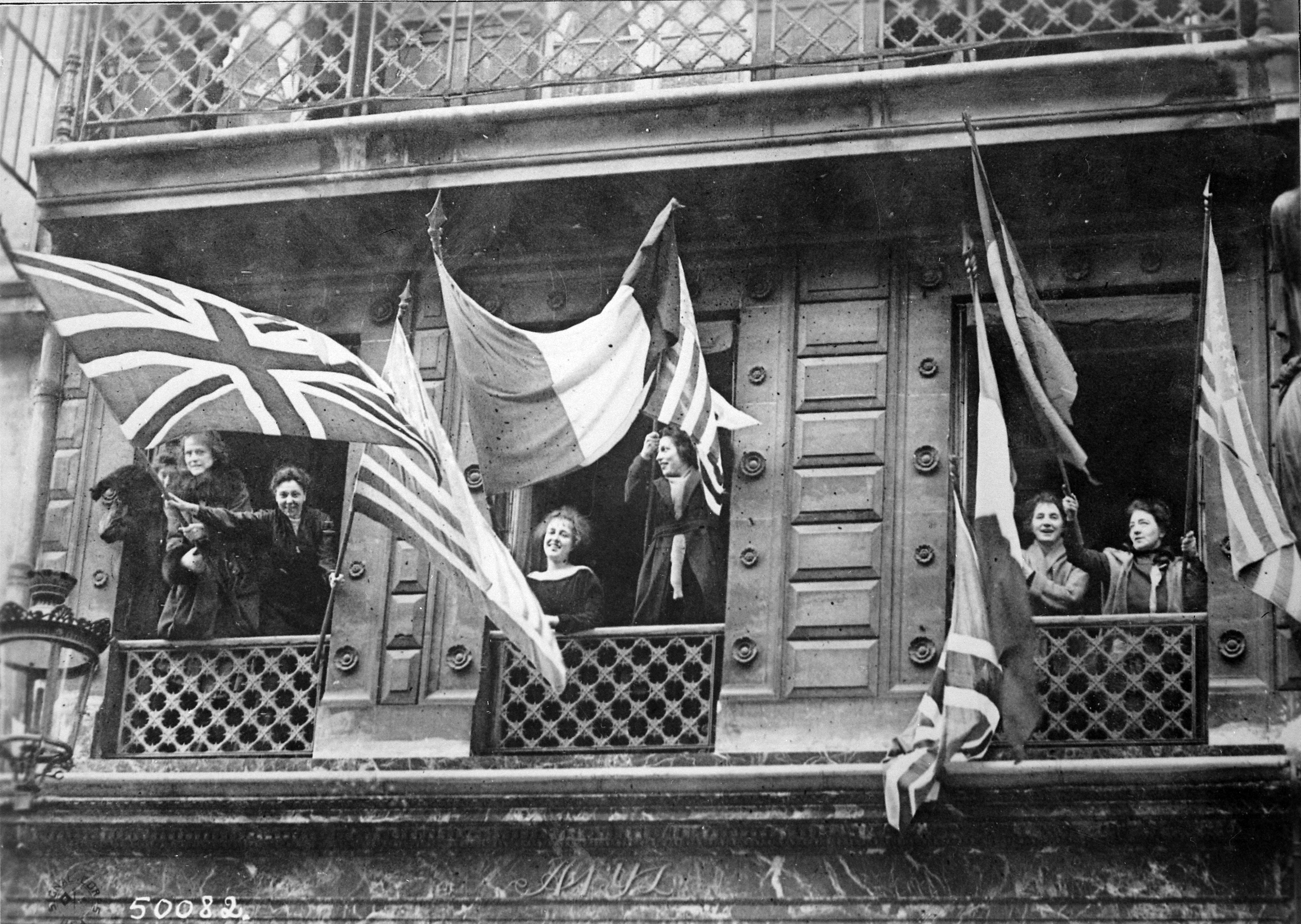
Люксембуржцы празднуют освобождение своей страны и приветствуют союзные войска после подписания Компьенского перемирия

Германская оккупация Люксембурга во время Первой мировой войны продолжалась со 2 августа 1914 года по 11 ноября 1918 года. Немецкие войска, развивая наступление против Франции, оккупировали Люксембург. В течение оккупации Люксембургу было разрешено сохранить своё правительство и политическую систему. Политические партии страны пытались сосредоточиться на других вопросах, таких как экономика, образование и конституционная реформа.
Внутриполитическая ситуация в Люксембурге была осложнена смертью премьер-министра Поля Эйшена в 1915 году. После его смерти сменились несколько правительств, а после вывода немецких войск в стране начался конституционный кризис.

## Предыстория

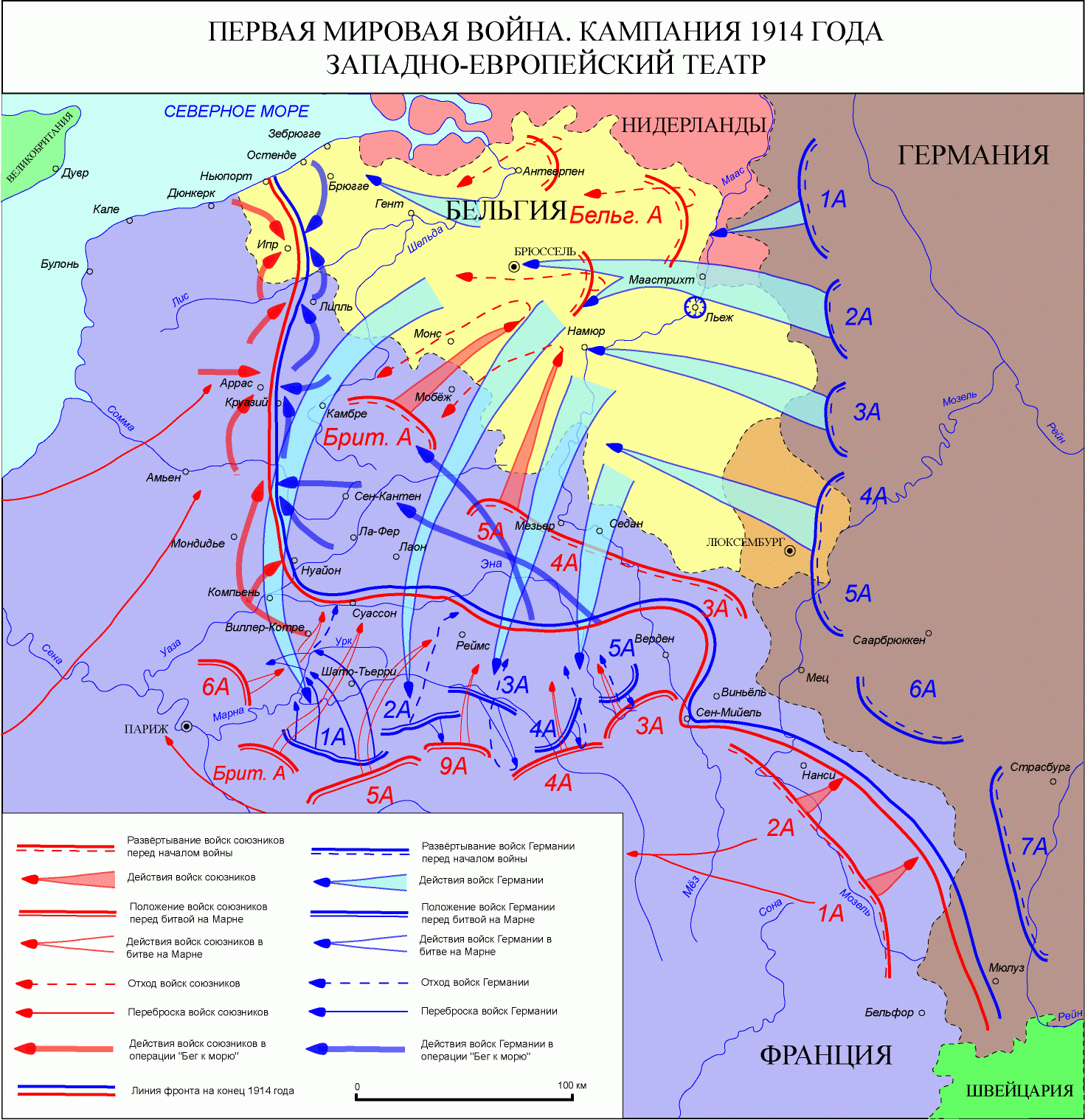
Карта кампании 1914 года на Западном фронте

С 1867 года по условиям Лондонского договора Люксембург был провозглашён нейтральным государством. В июне 1914 года австрийский эрцгерцог Франц Фердинанд был убит сербским националистом, что привело к ухудшению отношений между Австро-Венгрией и Сербией, а затем и к войне между ними. 28 июля Австро-Венгрия объявила войну Сербии, после чего 1 августа Германия объявила войну России, началась Первая мировая война.
После объявления Франции войны Германией 3 августа немецкое командование приняло решение о реализации плана Шлиффена, который предусматривал обход основных сил французской армии через территорию нейтральных государств и выход к Парижу.
С 1860-х годов люксембуржцы осознавали немецкие амбиции и правительство Люксембурга было осведомлено о положениях плана Шлиффена. Учитывая этнические и языковые связи между Люксембургом и Германией, люксембуржцы опасались, что немцы могут включить Люксембург в состав Германской империи. С целью избежания этого, правительство Люксембурга повторно подтвердило нейтралитет страны.

## Вторжение

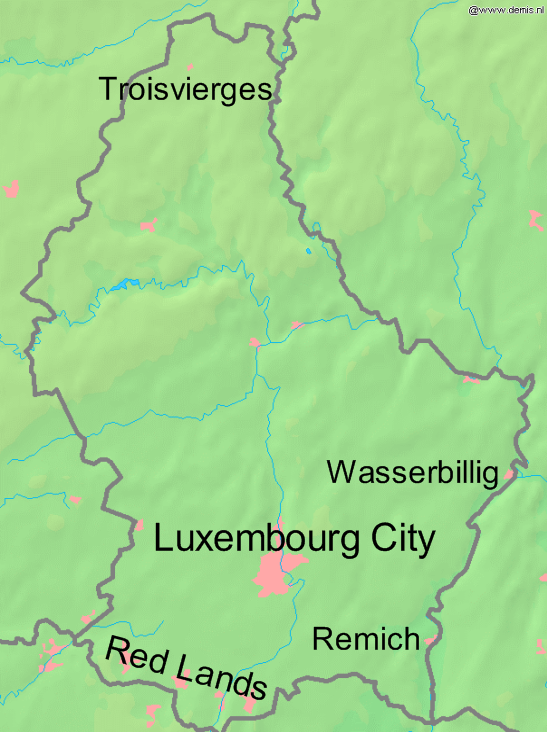
Населённые пункты Люксембурга занятые немецкой армией

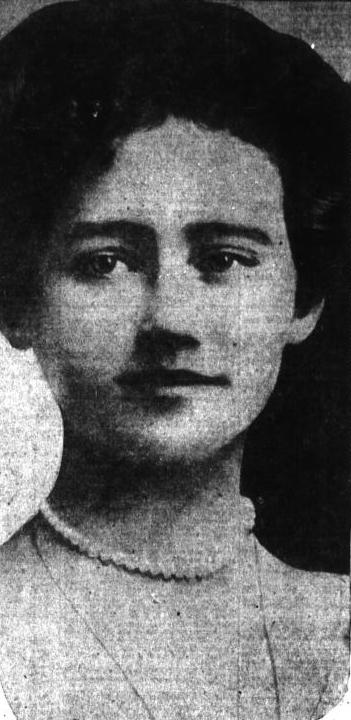
Мария-Аделаида в 1917г.

После начала войны и развёртывания германской армии против войск Антанты на Западном фронте Люксембург оказался перевалочным пунктом для 4-й немецкой армии. Одна из железных дорог из Рейнской области во Францию проходила через Труавьерж, на севере Люксембурга. Использование этой железнодорожной станции немецкими войсками стало первым нарушением нейтралитета Люксембурга. Премьер-министр Эйшен протестовал, однако не смог предотвратить вторжение немецкой армии.
2 августа началось полномасштабное вторжение: немецкие войска двигались через юго-восточную часть страны, пересекая реку Мозель в Ремихе и Вассербиллиге, в направлении столицы — Люксембурга. Десятки тысяч немецких солдат вступили на территорию Люксембурга в эти двадцать четыре часа. Великая герцогиня Мария Аделаида приказала армии Герцогства, которая состояла из 400 военнослужащих не оказывать сопротивления немецким войскам. Во второй половине дня 2 августа Мария Аделаида и премьер-министр Эйшен встретились с немецким генералом Рихардом Карлом фон Тессмаром на мосту Адольфа в столице. Немецкое военное присутствие было воспринято руководством герцогства как неизбежность.

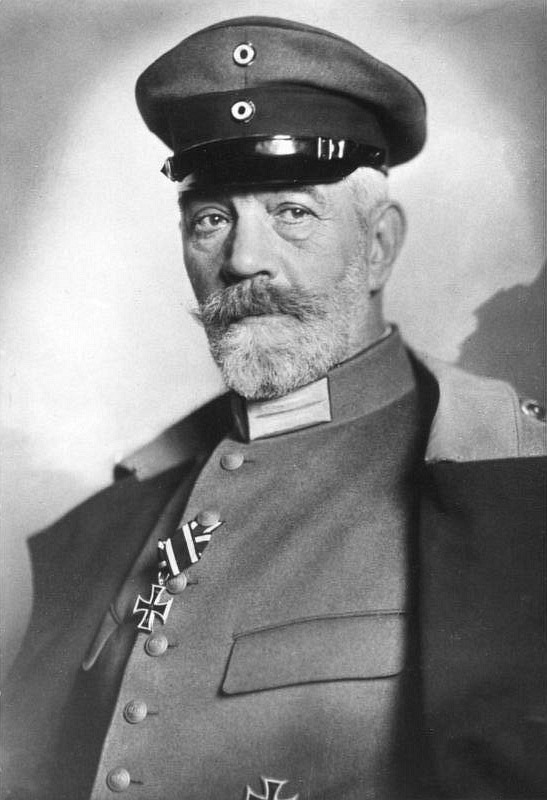
Канцлер Германии Теобальд фон Бетман-Гольвег

2 августа 1914 года канцлер Германии Теобальд фон Бетман-Гольвег заявил, что оккупация Люксембурга оправдана с военной точки зрения, поскольку Франция намеревалась вторгнуться в Люксембург ранее. Французская сторона заявила, что этот аргумент не является оправданием нарушения нейтралитета Великого Герцогства. Бетман-Гольвег также выразил сожаление в связи с оккупацией Люксембурга, предлагая компенсации за потери в связи с присутствием немецких войск. 4 августа Бетман-Гольвег заявил в Рейхстаге:
«Мы были вынуждены игнорировать протесты правительств Люксембурга и Бельгии. Мы должны исправить эту несправедливость, как только наши военные цели будут достигнуты».
Однако позже Бетман-Гольвег пересмотрел свои заявления по поводу Люксембурга. В своей сентябрьской программе германский канцлер предложил включить Люксембург в состав Германской империи. После победы сил Антанты в сражении на Марне началась позиционная война, что означало продолжение немецкой оккупации Люксембурга.

## Правительство Эйшена

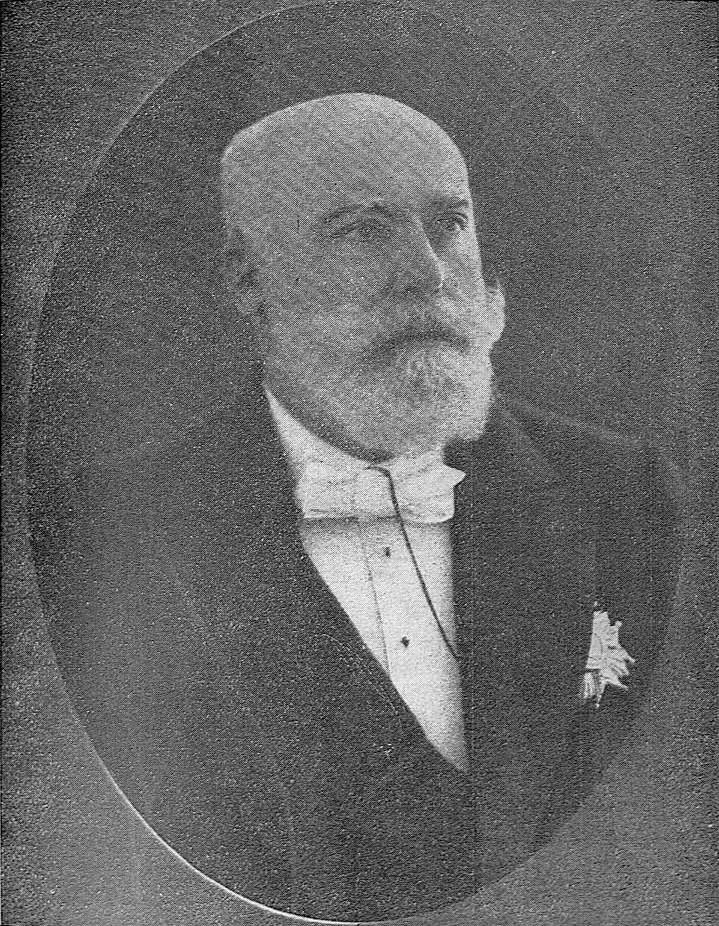
Премьер-министр Люксембурга Поль Эйшен

После начала позиционных боевых действий общественность Люксембурга понимала, что сохранения права на самоуправление можно добиться лишь лояльностью к Германии. Правительство Поля Эйшена заручилось поддержкой люксембуржцев, которые верили в способность опытного политика управлять страной во время оккупации. 4 августа 1914 года Эйшен выдворил из страны французского посланника в Люксембурге, а затем спустя четыре дня страну покинул и бельгийский посланник. В 1915 году после вступления Италии в войну итальянский посланник также оставил Люксембург. Также Эйшен отказался критиковать Германский таможенный союз, хотя до начала войны он открыто заявлял о выходе из него.
13 октября 1914 года люксембургский журналист Карл Дардар был арестован немцами за публикацию антинемецкой статьи. Он был доставлен в Кобленц и приговорён военным немецким судом к трём месяцам тюрьмы. Эйшен был возмущен этим случаем и заявил немецкому посланнику в Люксембурге, что это действие нанесло «прямой вред национальному суверенитету Великого Герцогства».
В январе 1915 года немцами был арестован и осуждён ещё один гражданин Люксембурга по обвинению в связях с французской разведкой. Эйшен и министр юстиции Люксембурга Виктор Торн вновь выразили недовольство.
Летом 1915 года Поль Эйшен попытался ограничить роль Католической церкви в системе образования. Однако эта инициатива премьера вызвала резкое недовольство Великой герцогини Марии Аделаиды, которая предложила ему уйти в отставку.

## После Эйшена

### Смерть Эйшена

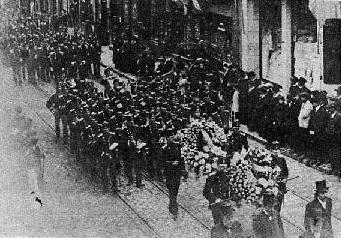
Похороны Поля Эйшена

11 октября 1915 года Поль Эйшен умер. Смерть премьер-министра нанесла серьёзный удар по положению в Люксембурге и почти парализовала политическую систему страны. В течение первого года немецкой оккупации он был опорой народа Люксембурга и правительницы Марии Аделаиды. Смерть опытного политика привела к началу передела власти между различными политическими силами.
После смерти Эйшена началась политическая борьба между клерикалами и антиклерикалами. Противоборствующие стороны не смогли обеспечить себе большинство в законодательном органе. Католические консерваторы, сформировав крупнейший блок, не смогли собрать коалицию большинства.

### Правительство Монженаста
На следующий день после смерти Поля Эйшена Мария Аделаида призвала министра финансов Матиаса Монженаста сформировать правительство меньшинства. Монженаст был объявлен временным премьер-министром и получил официальную должность «Председатель Совета». Правительство Монженаста не должно было быть постоянным. Великая герцогиня Мария Аделаида, назначив опытного политика Монженаста, хотела стабилизировать политическую ситуацию в стране.
4 ноября 1915 года Матиас Монженаст предложил кандидата на пост главы школы для учителей. Однако Мария Аделаида не согласилась с выбором премьер-министра. Монженаст, уделяя большое значение образованию, проявил настойчивость и не пожелал идти на уступки правительнице. В результате этого конфликта на следующий день Матиас Монженаст был отправлен в отставку, всего лишь через 25 дней после своего назначения.

### Правительство Лоутча
После отставки Монженаста, великая герцогиня решила сформировать кабинет министров, состоящий из консерваторов во главе с Юбером Лоутчем. Однако палата депутатов выступила против этого. Партия права имела лишь 20 мест из 52, однако должна была стать фактически правящей партией. Это вызвало возмущение левых политических сил, которые обвинили Марию Аделаиду в попытке государственного переворота. Великая герцогиня, пытаясь найти выход из тупиковой ситуации распустила парламент. 23 декабря 1915 года в Люксембурге прошли парламентские выборы по итогам которых Партия права получила 25 мест, однако этого не хватило для формирования правительства. 11 января 1916 года палата депутатов выразила вотум недоверия правительству и Лоутч был отправлен в отставку.

## Правительство национального союза

### Формирование консенсуса
После ухода в отставку консервативного кабинета министров, Мария Аделаида обратилась к ведущему либеральному политику страны Виктору Торну, с просьбой сформировать новое правительство. Поль Эйшен управлял Люксембургом 27 лет и падение двух кабинетов министров за столь короткий промежуток времени, привели к разочарованию люксембуржцев в своих политиках. Торн, обратившись к палате депутатов с просьбой о поддержке его правительства стал примирительной фигурой в политике Люксембурга. В своём выступлении перед депутатами он заявил: «Если вы хотите правительство, которое действует, и способно действовать, то необходимо, чтобы все партии поддерживали это правительство». Политические партии согласились поддержать новое правительство при условии, что каждая из них будет приглашена в правительство. Торн был вынужден согласиться на эти условия. В результате этого было сформировано коалиционное правительство в которое вошли ведущие люксембургские политики. Кроме самого Торна, в правительство попали консерваторы Леон Кауффман и Антуан Лефорт, лидер социалистов Мишель Вельтер и либерал Леон Моутриер.

### Нехватка продовольствия
Наиболее актуальной проблемой для правительства во время оккупации была нехватка продовольствия. Война привела к тому, что импорт продуктов питания стал невозможен. Для того, чтобы остановить ухудшение ситуации правительство запретило экспорт продовольствия из Люксембурга. Кроме этого, правительство установило контроль цен для противодействия подорожанию, чтобы сделать продукты питания более доступными для бедных слоёв населения, однако ситуация продолжала ухудшаться. Германская империя в условиях войны на два фронта и морской блокады также испытывала продовольственный дефицит, и потому немецкие оккупационные власти не прилагали усилий, чтобы улучшить ситуацию в Люксембурге.
В 1916 году продовольственный кризис усилился, из-за плохого урожая картофеля, который был на 30-40 % меньше по сравнению с урожаем предыдущего года. Несмотря на тяжёлую продовольственную ситуацию, массового голода в Люксембурге удалось избежать. Тем не менее, продовольственный кризис привёл к тому, что парламент потребовал отставки министра сельского хозяйства и торговли Михаэля Велтера. 3 января 1917 года Велтер был отправлен в отставку, а его место занял другой социалист Эрнест Леклер.

### Забастовка промышленников

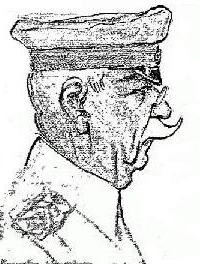
Немецкий генерал фон Тессмар, подавивший забастовку в Люксембурге

Недовольство среди населения постоянно росло во время оккупации, особенно на промышленно развитом юге страны. Осенью 1916 года первые профсоюзы работников металлургической промышленности возникли в столице и в Эш-сюр-Альзетт. Во время оккупации производство чугуна в стране резко упало, что создавало дополнительную напряжённость. В марте и апреле 3 беспартийных депутата были выбраны в Палату депутатов от кантона Эш-сюр-Альзетт. Эти независимые депутаты стали единственной законодательной оппозицией правительству национального союза.
В связи с блокадой побережья Германии флотом Британской империи, немецкое правительство зависело от ресурсов Люксембурга, так например в 1916 году люксембуржцы произвели более одной седьмой части немецкого передельного чугуна. Поэтому немецкие оккупационные власти не могли позволить начаться забастовкам среди металлургов и шахтёров Люксембурга. Опасаясь акций гражданского неповиновения и массовых забастовок, германский генерал фон Тессмар, заявил о том, что любому лицу, совершившему акт насилия против немецких войск или участвующему в забастовках грозит смертная казнь.
Несмотря на угрозы фон Тессмара забастовка в Люксембурге началась, однако вскоре немцам удалось арестовать лидеров забастовки и она была прекращена. Двое лидеров были затем осуждены немецким военно-полевым судом в Трире к 10 годам лишения свободы, что вызвало протест правительства Люксембурга. Подавление забастовки силами немецких войск, а не люксембургской жандармерии привело к тому, что в знак протеста 19 июня 1917 года правительство Виктора Торна ушло в отставку.